# Anselmo Fuerte Abelenda
Anselmo Fuerte Abelenda (Madrid, 27 de gener de 1962) és un ciclista espanyol, ja retirat, que fou professional entre 1985 i 1993.
Bon escalador, però amb fortes limitacions en la contrarellotge individual, els millors resultats els aconseguí a la Volta a Espanya, on finalitzà dues vegades en la tercera posició final i dues més entre els deu primers. Al Tour de França destacà la 8a posició de l'edició de 1987. El 1987 guanyà la Volta a Aragó.

## Palmarès
- 1984
  - 1r a la Volta a la Comunitat de Madrid
- 1986
  - Vencedor d'una etapa de la Volta a Euskadi
- 1987
  - 1r a la Volta a Aragó
  - 1r a la Volta a Tres Cantos
- 1988
  - 1r a Fuenlabrada

### Resultats al Tour de França
- 1985. 109è de la classificació general
- 1986. 31è de la classificació general
- 1987. 8è de la classificació general
- 1988. Abandona (12a etapa)
- 1989. 26è de la classificació general
- 1990. 24è de la classificació general
- 1991. 37è de la classificació general

### Resultats a la Volta a Espanya
- 1986. 9è de la classificació general
- 1987. 7è de la classificació general
- 1988. 3r de la classificació general. Porta el mallot groc durant 4 etapes
- 1989. Abandona (17a etapa)
- 1990. 3r de la classificació general
- 1991. Abandona (20a etapa). Porta el mallot groc durant 1 etapa
- 1992. Abandona (9a etapa)
- 1993. 45è de la classificació general

### Resultats al Giro d'Itàlia
- 1985. Abandona (3a etapa)
- 1992. 49è de la classificació general